# 瑞木りか
瑞木 りか（みずき りか、1978年 - ）は、福岡県出身の日本の女優。九州地方のCM・モデル業・女優業を中心に活動しているローカルタレント。

## 出演

### テレビドラマ
- 『飛ばまし、今』（NHK福岡放送局）
- 『浅見光彦シリーズ22「佐用姫伝説殺人事件」』（TBS月曜ゴールデン）